# Osman Hamdi Bey
Osmar Hamdi Bey (Istambul, 1842 — Istambul, 24 de fevereiro de 1910) foi um importante pintor realista turco do século XIX. Fundador do Museu Arqueológico de Istambul e da Academia de Belas Artes de Istambul, este pintor foi um dos mais famosos artistas orientais oitocentistas.
A sua mais famosa obra é O treinador de tartarugas, pintada em 1906 e vendida em Dezembro de 2004 por cerca de 3,5 milhões de dólares, recorde para uma obra de um artista turco.